# الاتحاد الجمركي الألماني

الاتحاد الجمركي الألماني 1834–1919
الأزرق = بروسيا في عام 1834
رمادي= المنطقة المشمولة حتى عام 1866
الأصفر= المنطقة المستبعدة عام 1866
الأحمر = حدود الاتحاد الألماني سنة 1828
وردي= أخرى ذات صلة حتى عام 1834

الاتحاد الجمركي الألماني (بالألمانية: Zollverein) ائتلاف من الدول الألمانية تشكل لإدارة الجمارك والسياسات الاقتصادية داخل أراضيها. أقيم في عام 1818، وعزز الاتحاد الأصلي العلاقات الاقتصادية بين الأراضي البروسية والهوهنتسولرنية المختلفة، وضمن الصلات الاقتصادية بين حيازات آل هوهنتسولرن غير المتجاورة، وكانت هي أيضاً الأسرة الحاكمة في بروسيا. تم توسيع الاتحاد بين عامي 1820-1866 ليشمل معظم الدول الألمانية. تم استبعاد النمسا بسبب صناعتها المحمية للغاية؛ فاقم هذا الاستبعاد الاقتصادي من التنافس البروسي النمساوي للهيمنة في وسط أوروبا، ولا سيما في الخمسينات والستينات من القرن التاسع عشر. مع تأسيس الاتحاد الألماني الشمالي عام 1866، شمل الاتحاد الجمركي الألماني ما يقرب من 425000 كم²، وأنتجت اتفاقات اقتصادية مع دول غير ألمانية مثل السويد ولوكسمبورغ.
رأي المؤرخون أن الاتحاد حقق ثلاثة أهداف بروسية: أداة سياسية للقضاء على النفوذ النمساوي في ألمانيا؛ ووسيلة لتحسين الاقتصاد؛ وتقوية ألمانيا ضد عدوان فرنسي محتمل مع الحد من الاستقلال الاقتصادي للدول الصغيرة. أنشأ الاتحاد الجمركي سوقاً كبيراً للمنتجات الزراعية الحرفية الألمانية وساهم في التوحيد التجاري عبر معلمات اقتصادية سليمة من الناحية المالية. وبينما كان الاتحاد يسعى للحد من حواجز التبادل التجاري بين الدول الأعضاء، واصل التمسك بالحواجز الحمائية مع الدول من خارج الاتحاد.
تكمن القوة السياسية للاتحاد الجمركي بالبروسيين، الذين قادوا حل ألمانيا الصغيرة بتوحيد سياسي وطني يعكس الحل الاقتصادي للاتحاد الجمركي. بعد تأسيس الإمبراطورية الألمانية في عام 1871، تولت الإمبراطورية قيادة الاتحاد. كانت لوكسمبورغ عضواً بالاتحاد حتى العام 1919 بوصفها منطقة جماركية ألمانية، رغم أنها ليست دولة في الرايخ الألماني.

## خلفية تاريخية
كان انقسام الأراضي والدول عبر الأجيال يعني أنه بحلول العقد الأخير من القرن الثامن عشر في المناطق الناطقة بالألمانية في الإمبراطورية الرومانية المقدسة في أوروبا الوسطى، كان هناك ما يقرب من 1800 حاجز جمركي. حتى داخل الدولة البروسية نفسها، كان هناك، في بداية القرن التاسع عشر، أكثر من 67 مكتب جمركي ومكتب تعرفة، مع العديد من الحدود الجمركية. للسفر من كونيجسبيرج في شرق بروسيا إلى كولونيا، على سبيل المثال، تُفحص الشحنة وتخضع للضريبة نحو 80 مرة. أدى كل تفتيش جمركي على كل حدود إلى إبطاء تقدم الشحنة من المصدر إلى الوجهة، وقلل كل تقييم للشحنة الربح وزاد سعر البضائع، ما أدى إلى خنق التجارة بشكل كبير.
عندما هزمت فرنسا التحالف الثاني، المكون من القوات الروسية والنمساوية والألمانية، وضمت الأراضي حتى نهر الراين، كان هناك اندماج عام لعدد لا يحصى من الدول الصغيرة في ألمانيا في وساطة عام 1803. أطلِق على ذلك أيضًا الإغلاق الإمبراطوري الرئيسي. أعاد هذا الجزء الأخير من التشريع الرئيسي الذي سنّته الإمبراطورية الرومانية المقدسة إعادة ترتيب خريطة وسط أوروبا، وخاصة في المناطق الجنوبية الغربية. أدى الإغلاق الإمبراطوري الرئيسي إلى علمنة العديد من المناطق الكنسية، وما يسمى بالوساطة، أي ضم الأراضي المجاورة الأكبر، للعديد من الأراضي الإمبراطورية الحرة سابقًا، بما في ذلك معظم المدن الإمبراطورية. عولجت أجزاء كبيرة من أراضي عائلة هابسبورغ في جنوب غرب أوروبا الوسطى، أو قُدمت كتعويض، إلى الأمراء والدوقات الذين فقدوا مناطقًا في التوسع الفرنسي. وُسطت معظم المدن الإمبراطورية، والأديرة الإمبراطورية، والبلدان والمدن الكنسية أو عُلمنت عام 1803. مع التفكك النهائي للإمبراطورية الرومانية المقدسة عام 1806، ضُمت معظم الإمارات الصغيرة المتبقية من قبل جيران أكبر.
حلل المؤرخون ثلاثة أهداف بروسية في تطوير الاتحاد الجمركي الألماني: أولاً، كأداة سياسية للقضاء على النفوذ النمساوي في ألمانيا؛ ثانياً، كوسيلة لتحسين الاقتصاد؛ وثالثًا، تقوية ألمانيا ضد العدوان الفرنسي المحتمل مع الحد من الاستقلال الاقتصادي للدول الأصغر. أنشأ الاتحاد الجمركي الألماني سوقًا أكبر لمنتجات المزارع والحرف اليدوية ألمانية الصنع وشجع التوحيد التجاري في ظل معايير اقتصادية سليمة مالياً. بينما سعى الاتحاد للحد من الحواجز التجارية بين الدول الأعضاء، استمر في التمسك بالحواجز الحمائية ضد الغرباء.
وفقًا للمؤرخ الاقتصادي فلوريان بلويكل، فإن وجهة النظر الشائعة لدى المؤرخين الاقتصاديين هي أن بروسيا كانت مدفوعة لإنشاء الاتحاد الجمركي الألماني من أجل تحقيق وفورات الحجم في إدارة الجمارك، ما يؤدي إلى وفورات مالية كبيرة.

## الجهود الأولية في نظام التحصيل الواحد
خلال العصر النابليوني، حققت الجهود المبذولة في راينلاند نحو الوحدة الاقتصادية نجاحًا مختلطًا. سعى اتحاد نهر الراين، وغيره مما أنشأته فرنسا النابليونية، إلى تأسيس الاكتفاء الذاتي الاقتصادي في التجارة الأوروبية. بحلول عام 1806، عندما سعى نابليون لتأمين هيمنته على أوروبا، قدم النظام القاري ما يشبه الجهد الموحد نحو سوق محلية واسعة النطاق للسلع الأوروبية. ومع ذلك، كان الغرض الرئيسي من النظام القاري عسكريًا وليس اقتصاديًا. أراد نابليون فرض حظر تجاري على بريطانيا، والذي كان يأمل من خلاله تدمير الاقتصاد البريطاني. أدى الجمع بين الحرب والعزلة عن النظام التجاري البريطاني إلى تدمير أسواق المواد الخام الخارجية والسلع المصنعة، ما أدى إلى الدمار القريب لاقتصاد أوروبا الوسطى. تضررت بشكل خاص الاقتصادات التجارية في ولايتي الأراضي المنخفضة وراينلاند، والتي اعتمدت بشكل كبير على واردات المواد الخام من جميع أنحاء العالم، وعلى تصدير المنتجات النهائية. لم تكن الأسواق المحلية في وسط أوروبا كبيرة بما يكفي للحفاظ على استهلاك إنتاجها الخاص. تفاقمت هذه المشاكل بشكل كبير بسبب العديد من الضرائب والرسوم التي كانت المصدر الرئيسي لدخل الدولة. أدى انخفاض التجارة إلى إفلاس الولايات الأصغر تقريبًا.
في مؤتمر فيينا في عامي 1814 و1815، أكد الدبلوماسيون -القادمون بشكل أساسي من القوى العظمى- إعادة رسم خريطة أوروبا، وبقية العالم، إلى مناطق نفوذ. بقيت أوروبا الوسطى، أو أوروبا الناطقة بالألمانية، إلى حد كبير ضمن تأثير النمسا التي تحكمها عائلة هابسبورغ، متوازنة في المحيط بين الإمبراطورية الروسية في الشرق، والفرنسيين في الغرب. كان من المتوقع أن تلعب بروسيا دورًا معينًا في مجالات النفوذ هذه، ولكن غموض العلاقات النمساوية والبروسية لم يُحل. احتفظت الدول الألمانية بالحكم الذاتي؛ ومع ذلك، تحولت المؤسسة الإمبراطورية القديمة للرايخستاغ إلى شكل كونفدرالي، للالتقاء في فرانكفورت. كان من المفترض أن يعمل أتباع هابسبورغ، وهم أباطرة النمسا، كرؤساء دائمين لهذه المؤسسة. دعت الأصوات الانعزالية، مثل جوزيف غوريس وفريهر فوم شتاين، إلى إلغاء الرسوم المحلية وإنشاء تعريفات ألمانية على الواردات. ومع ذلك، أنشأ التفويض من مؤتمر فيينا الاتحاد الألماني، لكنه لم يتعامل مع الظروف الاقتصادية، ولم يبذل أي جهد لتحقيق التوحيد الاقتصادي والتجاري. بدلاً من ذلك، اقترحت القوانين التي أنشأت الاتحاد مناقشة مسائل التجارة والنقل في وقت لاحق.

### مشاكل توحيد الاتفاقيات الجمركية ورسوم العبور
كانت بروسيا والولايات الوسطى والجنوبية الغربية هيس كاسل وهيس دارمشتات وفورتمبرغ وبادن وبافاريا رائدة في تحديث نظام الرسوم داخل الولايات الألمانية. في الحالة البروسية، قدمت تجربة كونفدرالية نهر الراين في إزالة الحواجز الجمركية مثالًا لكيفية القيام بذلك، وطبق هانز، كونت فون بولو، الذي كان حتى عام 1811 وزيراً للمالية في ويستفاليا، والذي قبل هذا المنصب في عام 1813 في بروسيا، على غرار قوانين الجمارك البروسية التي كانت في الولايات السابقة للاتحاد. جعلت إضافة الأراضي إلى الدولة البروسية إزالة الحواجز الجمركية عاملاً قويًا في السياسة البروسية. أدت الاختلافات الكبيرة بين بروسيا القديمة والأراضي المكتسبة حديثًا إلى تعقيد النقاش. واجهت مقاطعات بروسيا الأحدث في راينلاند وويستفاليا، مع قطاعات التصنيع النامية، الأراضي الزراعية بكثافة في بروسيا القديمة. أكدت الاختلافات في جانبي بروسيا التصورات الإقليمية للحاجة إلى وحداتها السياسية والإدارية الخاصة بها، والتي أصبحت عنصرًا مهمًا في النقاش الجمركي. ضمن بروسيا القديمة نفسها، خُفضت القوانين الجمركية من عام 1818 الحواجز الجمركية المحلية. بعد عام 1818، فُرضت رسوم جمركية عالية على البضائع القادمة إلى بروسيا والخارجة منها. انتقلت البضائع بحرية داخل الدولة نفسها. لذلك كانت الخسائر البروسية بسيطة وفعالة جدًا. فُرضت ضرائب شديدة على السلع المصنعة، وخاصة المنسوجات، وكانت أهم الضرائب على المواد الغذائية والضروريات والسلع الكمالية.
وبالمثل، في ولايات جنوب غرب ألمانيا، أصبح من المُلِح دمج المناطق المكتسبة حديثًا في النظم الاقتصادية الحالية للولايات. أدى النمو الإقليمي للولايات متوسطة الحجم جنوب غرب البلاد، ولا سيما إمارتي هاس، وأيضًا نمو بادن وويرتمبرغ، إلى تقسيم الاستمرارية الإقليمية لبروسيا؛ لم تعد الدولة البروسية مرتبطة بالكامل بالأراضي، بل فُصلت عن العديد من عمليات الاستحواذ الجديدة من قبل المناطق التي حصلت عليها حديثًا دول أخرى. غالبًا ما كانت هذه الدول ترى مصالحها الخاصة متضاربة بشكل عام وعلى وجه التحديد مع التوسع البروسي، والهيمنة والسلطة البروسية المستاءة. علاوة على ذلك، واجهت هذه الدول المتوسعة حديثًا، والتي يشار إليها عادةً باسم الدول متوسطة الحجم، مشاكلًا في دمج أراضيها وسكانها المكتسبين حديثًا في هيكل سياسي واقتصادي وقانوني قائم.
تفاقمت هذه المشاكل بسبب المشاكل الاقتصادية الأوروبية الواسعة التي تلت الحروب النابليونية. ميزت البطالة وارتفاع الأسعار، وخاصة بالنسبة للمواد الغذائية، الاقتصاد الذي لم يتحول بعد إلى احتياجات وقت السلم. كانت المشكلة في بريطانيا شديدة بشكل خاص، وخلق الرد البريطاني تأثيرًا مضاعفًا أدى إلى تفاقم المشاكل في الولايات الألمانية؛ في محاولة لإدارة اقتصاد ما بعد الحرب، كانت الحكومة البريطانية عالقة بين فهم مالتوس لعلاقة الأجور والأسعار، والسكان، والنموذج الريكاردي. من ناحية، يعتقد أتباع نموذج مالتوس أنه من الخطر على بريطانيا الاعتماد على الذرة المستوردة، لأن الأسعار المنخفضة ستقلل الأجور، وسيفقد الملاك والمزارعين القوة الشرائية. من ناحية أخرى، يعتقد أتباع النموذج الريكاردي أن بريطانيا يمكن أن تستخدم رأس مالها وسكانها للاستفادة في نظام التجارة الحرة. شكلت المشاكل في بريطانيا سابقة للمشاكل في الولايات الألمانية. أعاقت القيود البريطانية على واردات الحبوب، من خلال قوانين الذرة، الانتعاش الاقتصادي في الولايات الألمانية، خاصة في شرق بروسيا، عن طريق الحد من كمية الحبوب التي يمكن استيرادها إلى بريطانيا. لم تحافظ قوانين الذرة فقط على ارتفاع أسعار الحبوب في بريطانيا، بل قوضت قابلية بقاء المنتجين الجونكر في شرق بروسيا، وحدت من وصولهم إلى الأسواق الخارجية.
أدت جهود الإصلاح التجاري التي رعتها بافاريا في عام 1856 إلى قانون التجارة الألماني العام عام 1861 الذي قُبل بسرعة من قبل غالبية الاتحاد. وقد أثبت نجاحًا كبيرًا في تقليل الحواجز وزيادة التجارة.